# 1519
1519 (MDXIX) var ett normalår som började en lördag i den julianska kalendern.

## Händelser

### Augusti
- 10 augusti – Ferdinand Magellan inleder den första världsomseglingen då 5 fartyg (Trinidad, San Antonio, Concepción, Victoria och Santiago) lämnar Spanien.
- 15 augusti – Panama City grundas.[1]

### September
- September – Svenskarna besegrar danskarna i slaget framför Kalmar.
- 30 september – Gustav Vasa anländer till Lübeck efter att ha flytt från Kalø slott på Jylland.

### Okänt datum
- Den avsatte svenske ärkebiskopen Gustav Trolle får påven att bannlysa Sten Sture den yngre och alla de som undertecknat Trolles avsättning.
- Kristian II tränger in i Västergötland, återuppbygger Älvsborgs fästning samt intar Öland med Borgholms slott.
- Olof Magnusson (Olaus Magnus) reser till Lappmarken för att omvända samerna till kristendomen.

## Födda
- 31 mars – Henrik II, kung av Frankrike 1547–1559.
- 15 juni – Henry Fitzroy, engelsk kungason, hertig av Richmond och hertig av Somerset.
- 20 juli – Innocentius IX, född Giovanni Antonio Facchinetti de Nuce, påve 1591.
- Janet Beaton, skotsk adelskvinna.
- Barbara Thenn, österrikisk myntmästare.

## Avlidna
- 2 maj – Leonardo da Vinci, italiensk konstnär, arkitekt, uppfinnare och naturforskare.[2]
- 4 maj – Lorenzo II de' Medici, härskare i republiken Florens 1513–1519, hertig av Urbino 1516–1519.
- 24 juni – Lucrezia Borgia, italiensk furstinna.
- 10 december – Birger Gunnersen, dansk ärkebiskop sedan 1497.